# Jim Kelly (attore)
Jim Kelly (Millersburg, 5 maggio 1946 – San Diego, 29 giugno 2013) è stato un attore e karateka statunitense.

## Biografia

### La formazione
Frequenta l'Università di Louisville e, trasferitosi a Lexington, si interessa alle arti marziali, e più precisamente al Karate Shorin-ryu. Il suo primo insegnante è Parker Sheldon. Dal 1968 al 1971 vince quattro campionati consecutivi, in particolare il campionato di karate dei pesi medi.

### La carriera d'attore
Il suo debutto cinematografico è del 1972 con il film Melinda, dove è anche responsabile delle scene d'azione. Ma è l'anno successivo che lo vede salire rapidamente la vetta del successo. Nel 1973 la casa produttrice americana Warner Bros. produce, insieme alla Golden Harvest di Hong Kong, il film I 3 dell'operazione Drago, con l'intento di crearne un fenomeno di risonanza mondiale. Per far questo chiamano a partecipare al film tutti gli attori che all'epoca avessero anche dei meriti marziali, primo fra tutti Bruce Lee.
Resosi non disponibile il karateka Rockne Tarkington, la produzione sceglie Jim Kelly, che con Tarkington aveva lavorato insieme al film Melinda. La scelta di Kelly risulta azzardata, vista la sua poca esperienza cinematografica, ma vincente: l'unico del cast ad aver avuto successo nei film di arti marziali è proprio lui (considerando anche che Bruce Lee muore prima dell'uscita del film nelle sale).
Per i successivi 10 anni Jim Kelly partecipa a molti film di genere, cavalcando anche l'onda della Blaxploitation, quel genere cioè che vede una massiccia presenza di attori afroamericani. Il più famoso personaggio rimane Black Belt Jones nel film Johnny Svelto (1974) di Robert Clouse: lo stesso regista del film con Bruce Lee regala a Kelly il personaggio di Black Belt Jones, che rimane un'icona del genere.

### Il ritiro dalle scene e gli ultimi anni
Nel 1975 Kelly diventa anche il secondo miglior tennista della California. Dal 1982 scompare dagli schermi e si ritira a gestire una palestra californiana. Nel 2004 viene chiamato a far parte di uno spot commerciale per un modello di scarpe da ginnastica firmate da LeBron James per la Nike. Nello spot, intitolato LeBron James in Chamber of Fear, si rivisitano alcuni ambienti e personaggi del mondo delle arti marziali: Jim Kelly appare nel suo abito di scena de I 3 dell'Operazione Drago, a 31 anni dal film. Muore per un cancro il 29 giugno 2013 nella sua villa a San Diego all'età di 67 anni.

## Filmografia parziale
- I 3 dell'operazione Drago (Enter the Dragon), regia di Robert Clouse (1973)
- Johnny Svelto (Black Belt Jones), regia di Robert Clouse (1974)
- Dinamite agguato pistola (Three the Hard Way), regia di Gordon Parks Jr. (1974)
- I sette aghi d'oro (Golden Needles), regia di Robert Clouse (1974)
- La parola di un fuorilegge... è legge! (Take a Hard Ride), regia di Antonio Margheriti (1975)
- Gli amici del drago (Death Dimension), regia di Al Adamson (1978)
- Trio mortale (One Down, Two to Go), regia di Fred Williamson (1982)
- Autostop per il cielo (Highway to Heaven) – serie TV, episodio 3x10 (1986)
- L'ultima partita, regia di Fabrizio De Angelis (1990)

## Doppiatori italiani
- Pier Luigi Zollo in I 3 dell'operazione Drago
- Massimo Turci in Johnny Svelto
- Daniele Tedeschi in Dinamite agguato pistola